# Marie-Thérèse de France (1778-1851)
Pour les articles homonymes, voir Marie-Thérèse de France et Madame Royale.
Titres
Épouse du prétendant légitimiste au trône de France
6 novembre 1836 – 3 juin 1844
(7 ans, 6 mois et 28 jours)
Dauphine de France
16 septembre 1824 – 2 août 1830
(5 ans, 10 mois et 17 jours)
Reine de France et de Navarre (contestée)
2 août 1830 – 2 août 1830
(moins d’un jour)
Signature
Marie-Thérèse Charlotte de France, surnommée « Madame Royale », née le 19 décembre 1778 à Versailles et morte le 19 octobre 1851 à Frohsdorf en Autriche, est le premier enfant de Louis XVI et Marie-Antoinette.
Après une enfance passée à la cour, elle sera la seule des enfants royaux à survivre à la Révolution française. Exilée hors de France en 1795, elle retrouve son pays de 1814 à 1830, où elle redevient l'une des personnes les plus influentes de la famille royale. Condamnée à un nouvel exil après la révolution de 1830, elle meurt en 1851 en Autriche, sous le titre de courtoisie de comtesse de Marnes.
Scrutée une bonne partie de sa vie aussi bien par ses admirateurs que par ses détracteurs, rendant compte de ses faits et gestes quotidiens, « Madame Royale » devient bien malgré elle l’héroïne de chansons, de poèmes, de récits au goût du jour, voire d'insultes.
Parce qu'elle reste le dernier enfant survivant de Louis XVI et Marie-Antoinette, « Madame Royale » a profondément marqué certains esprits. Ainsi, Chateaubriand a écrit d'elle : « [S]es souffrances sont montées si haut, qu’elles sont devenues une des grandeurs de la révolution. » De même, la duchesse de Dino affirmait, dès 1833 : « [C]’est, incontestablement, la personne la plus poursuivie par le sort que l’histoire puisse offrir. »

## Biographie

### Naissance et baptême à Versailles: «Mousseline la sérieuse»

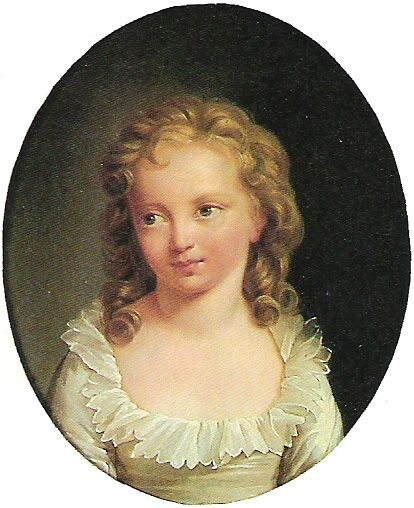
« Mousseline la sérieuse », quatre ans, par Alexandre Kucharski, 1782.

Marie-Thérèse Charlotte de France est nommée « Madame » (ou « Madame Royale » pour la distinguer de l'autre Madame : la comtesse de Provence, belle-sœur du roi). Sa mère l’appelle toutefois par le surnom de « Mousseline la Sérieuse ». Elle est le premier enfant de Louis XVI et de Marie-Antoinette, né après plus de huit ans de mariage.
Sa naissance est attendue et saluée par le peuple français, et l'on entonne des Te Deum dans toutes les églises du royaume pour la célébrer. Des villes de province, dont Toulouse, ont réalisé des tableaux à cette occasion.
Marie-Thérèse est baptisée le 19 décembre 1778, jour de sa naissance, dans la chapelle du château de Versailles par le cardinal-évêque de Strasbourg Louis de Rohan, grand aumônier de France . Son parrain est un cousin de son père, le roi Charles III d’Espagne, représenté par Louis Stanislas Xavier de France, comte de Provence (futur Louis XVIII), et premier dans l'ordre de succession. Sa marraine est sa grand-mère maternelle, l’impératrice douairière Marie-Thérèse, représentée par la comtesse de Provence.
Marie-Thérèse-Charlotte, couramment appelée par son troisième prénom, connaît une enfance de fille de France dans une cour de Versailles unique en son genre. De nombreux écrits, notamment les mémoires de la baronne d’Oberkirch, témoignent du caractère orgueilleux de la jeune princesse, que Marie-Antoinette se soucie de corriger.

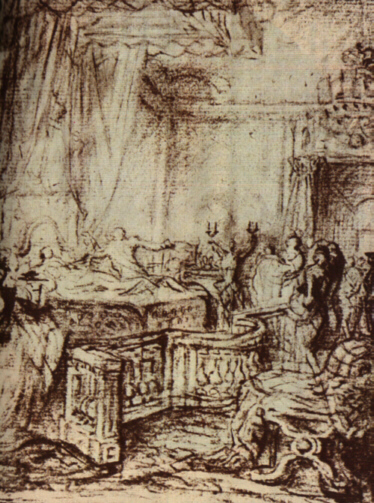
1778 à Versailles, naissance de la petite Marie-Thérèse Charlotte de France (Esquisse vers 1778, BnF).
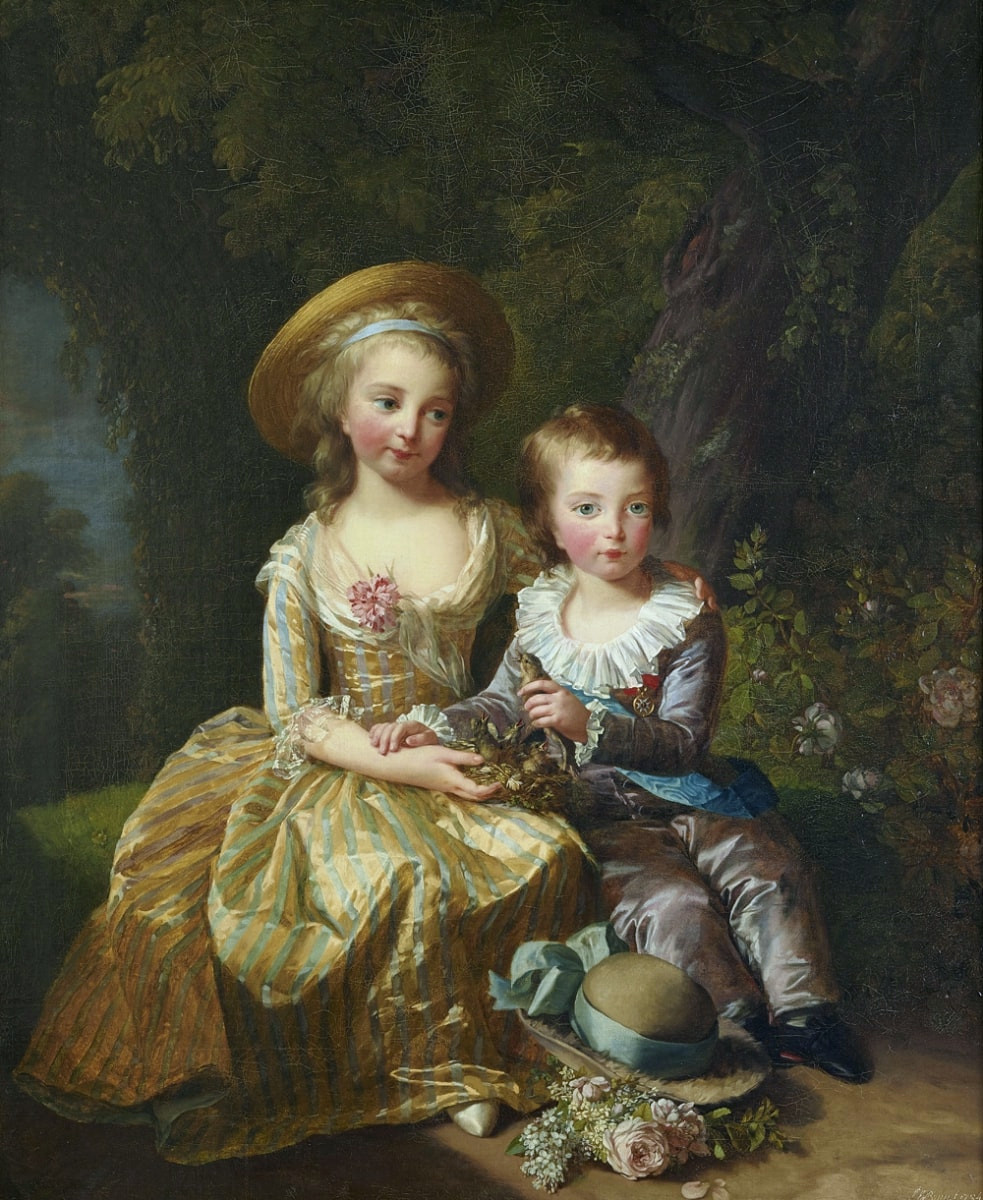
1784, « Madame Royale », et son frère le Dauphin Louis Joseph Xavier François. (Tableau d'Élisabeth Vigée Le Brun, exposé au salon de 1785, château de Versailles).
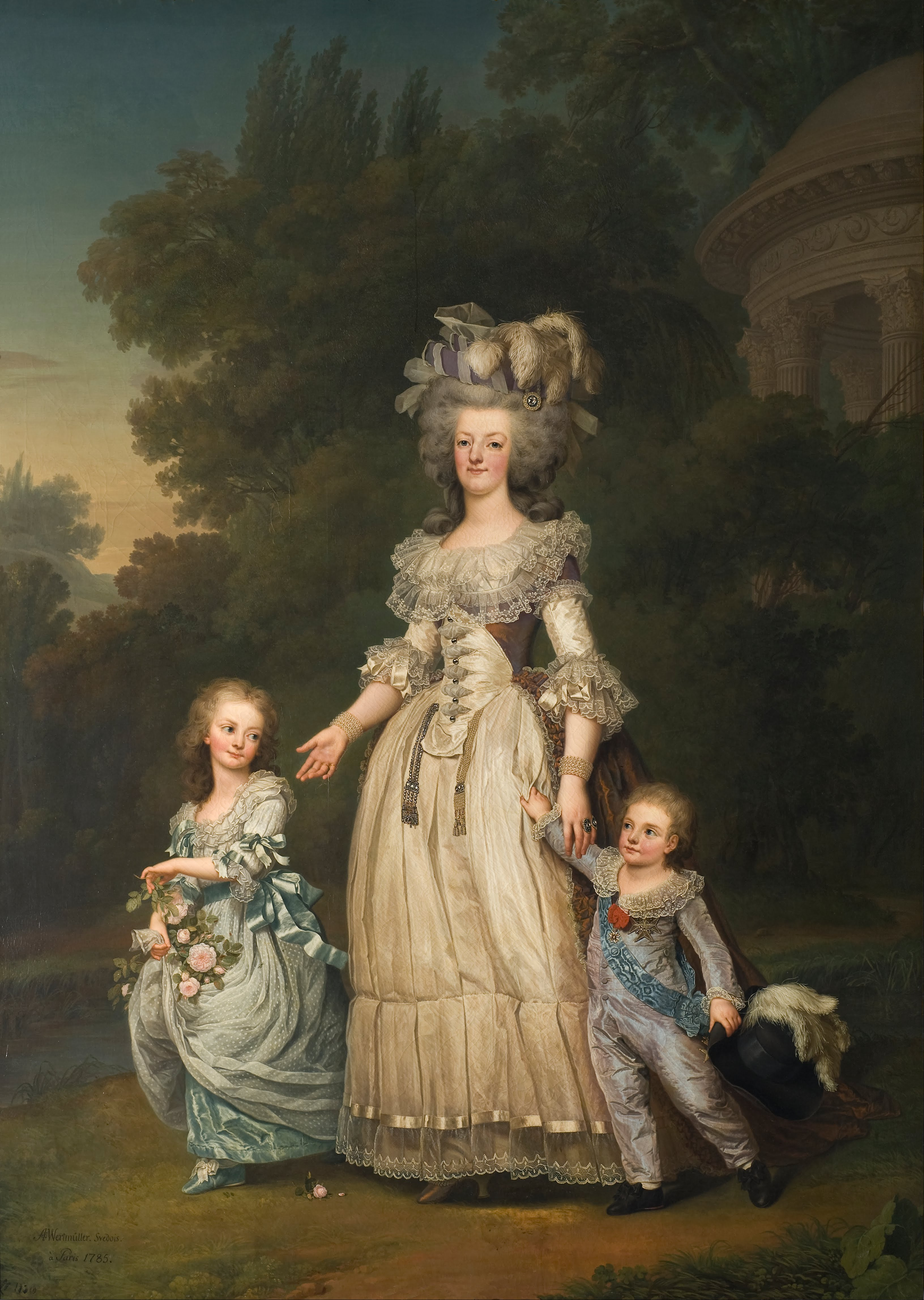
1785; Marie-Antoinette et ses enfants, Marie-Thérèse et le dauphin Louis-Joseph-Xavier-François, par Adolf Ulrik Wertmüller (Nationalmuseum, Stockholm, Suède).
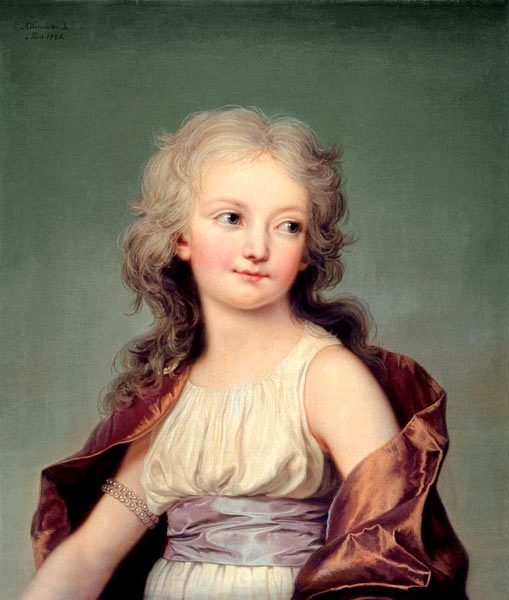
1786, Mousseline la sérieuse (huile sur toile d'Adolf Ulrik Wertmüller, château de Löfstad, Suède).
1787, Madame Royale, ses frères et sa mère, Marie-Antoinette. (Tableau d'Élisabeth Vigée-Le Brun, château de Versailles[10]).
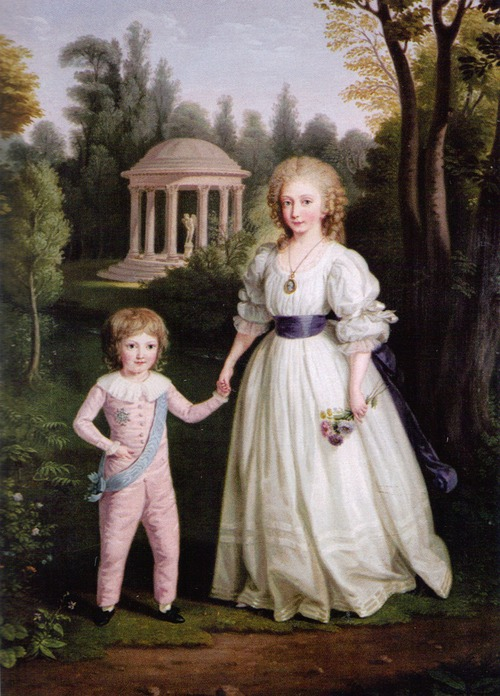
1789, au temple de l'amour du Petit Trianon, Marie-Thérèse et son deuxième frère Louis Charles, duc de Normandie par Ludwig Guttenbrunn (Palazzo Coronini Cronberg).
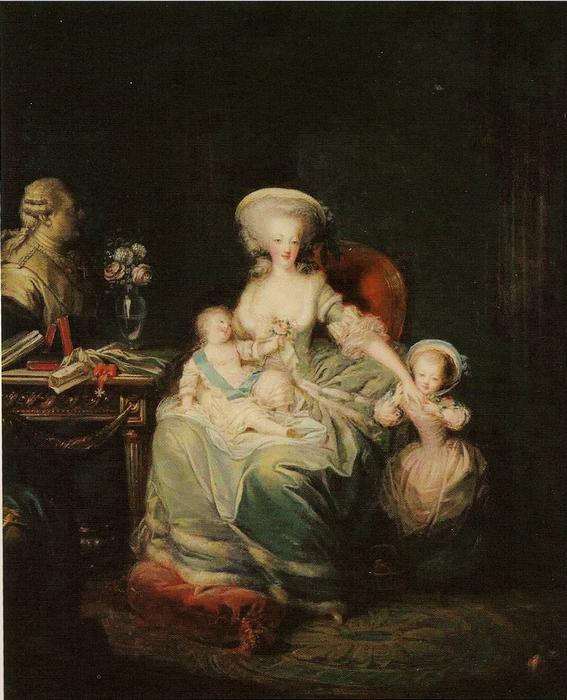
Marie-Thérèse-Charlotte avec sa mère, Marie-Antoinette, et son frère Louis-Joseph, Dauphin, à côté du buste de Louis XVI (1781).
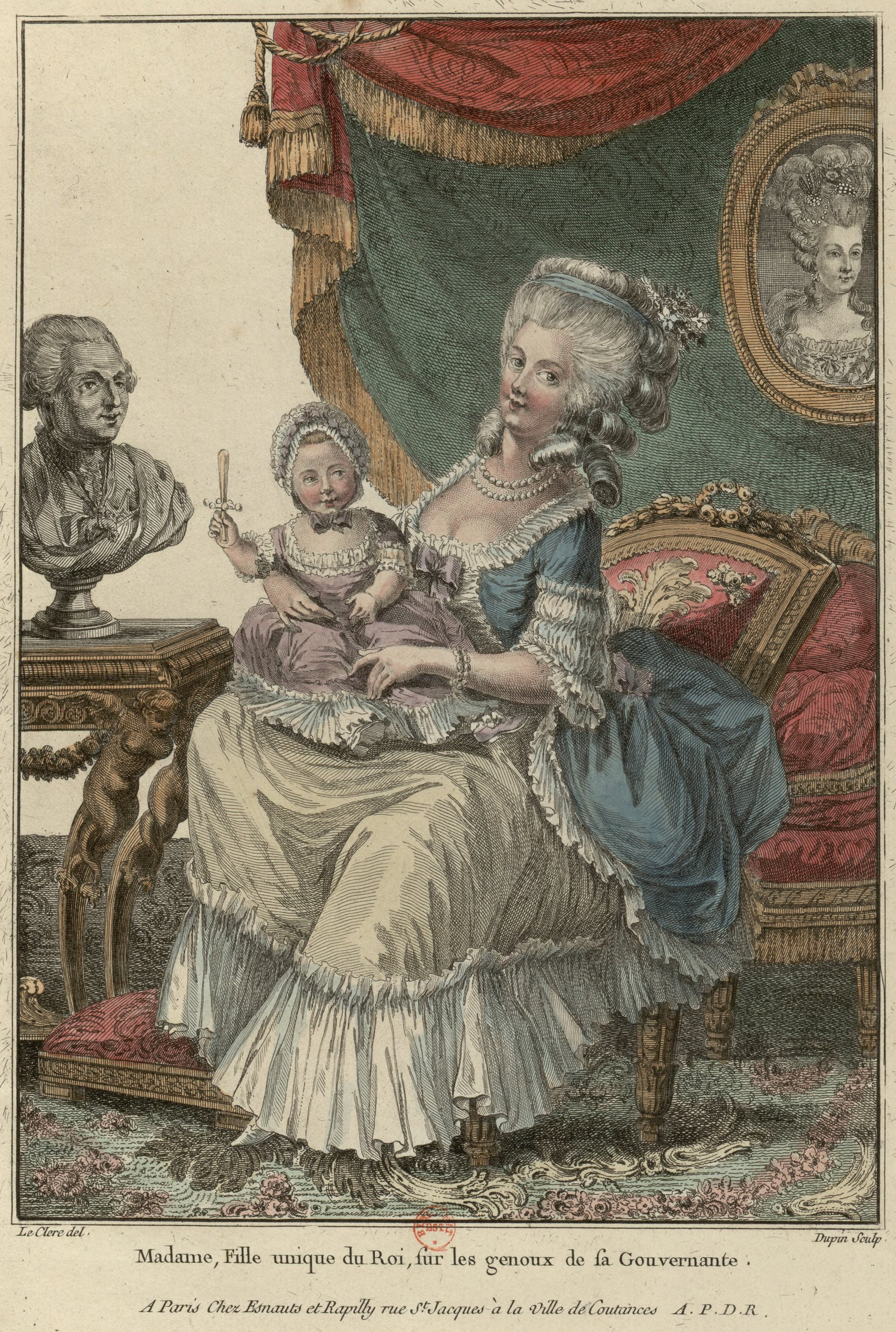
Marie-Thérèse-Charlotte avec sa gouvernante (1781).

### Sous la Révolution: «Les Années Terribles»

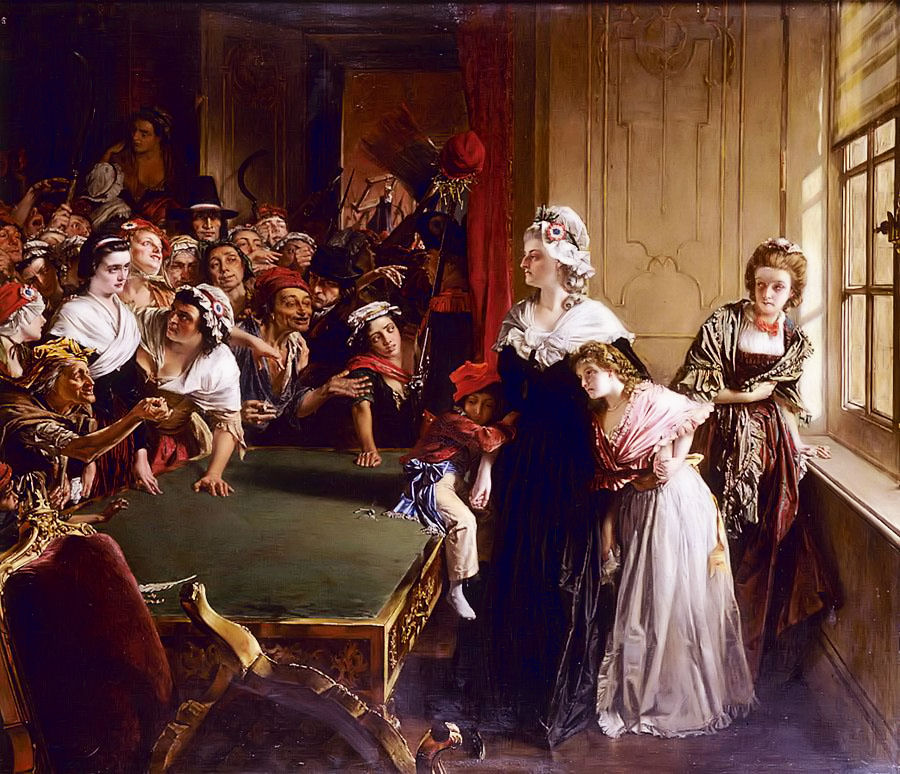
Alfred Elmore, Les Tuileries, 20 juin 1792, vers 1860. Musée de la Révolution française (Marie-Antoinette, Madame Royale, le Prince royal et la sœur du roi, Madame Elisabeth, face aux insurgés).

Marie-Thérèse a dix ans lors du déclenchement de la Révolution. Le 6 octobre 1789, une foule venue la veille de Paris envahit le château de Versailles, massacre des gardes du corps et ramène dans la capitale la famille royale, qui s’installe au palais des Tuileries.
Dans la nuit du 20 au 21 juin 1791, ses parents l’emmènent – avec son frère et sa tante, Madame Élisabeth – dans leur tentative de fuite. À quelques lieues de la forteresse de Montmédy qu’il avait choisie pour refuge, dans le village de Varennes-en-Argonne, le roi est reconnu et la famille royale arrêtée. La princesse, qui n’a pas treize ans, assiste au retour humiliant jusqu’aux Tuileries, en présence des commissaires de l’Assemblée qui prennent place à leurs côtés, sous les insultes d’une foule qui les menace parfois de mort. L’année suivante, Madame Royale est témoin de la journée du 20 juin 1792, au cours de laquelle le palais des Tuileries est envahi par la foule parisienne, qui oblige Louis XVI à coiffer un bonnet phrygien. Quelques semaines plus tard, le 10 août 1792, les Tuileries sont prises d’assaut ; la famille royale doit se réfugier à l’Assemblée, puis est emprisonnée au couvent des Feuillants, avant d’être enfermée le 13 août à la prison du Temple.
« Thérèse Capet » vient d’avoir quatorze ans quand, à l'issue de son procès, son père est condamné à mort ; il est exécuté le 21 janvier 1793. En septembre 1793, sa mère Marie-Antoinette est transférée à la prison de la Conciergerie, où la reine attend d’être jugée puis exécutée, le 16 octobre 1793. Marie-Thérèse demeure désormais seule avec sa tante paternelle, Madame Élisabeth, âgée de 29 ans. Quant à son petit frère  Louis, confié depuis le mois de juillet à un « précepteur » révolutionnaire, le cordonnier Antoine Simon, ainsi qu’à son épouse, il vit enfermé à l’étage inférieur et n’a plus de contact avec sa sœur, sinon le 6 octobre, lorsqu’elle est confrontée à lui, lors de l’instruction du procès de la reine ; à cette occasion et sous influence ou contrainte, son frère accuse leur mère de s'être rendue coupable d’inceste. « Elle ne cesse de dire qu’elle ne sait rien, qu’elle n’a rien vu de tout cela ».

### L'«Orpheline du Temple»

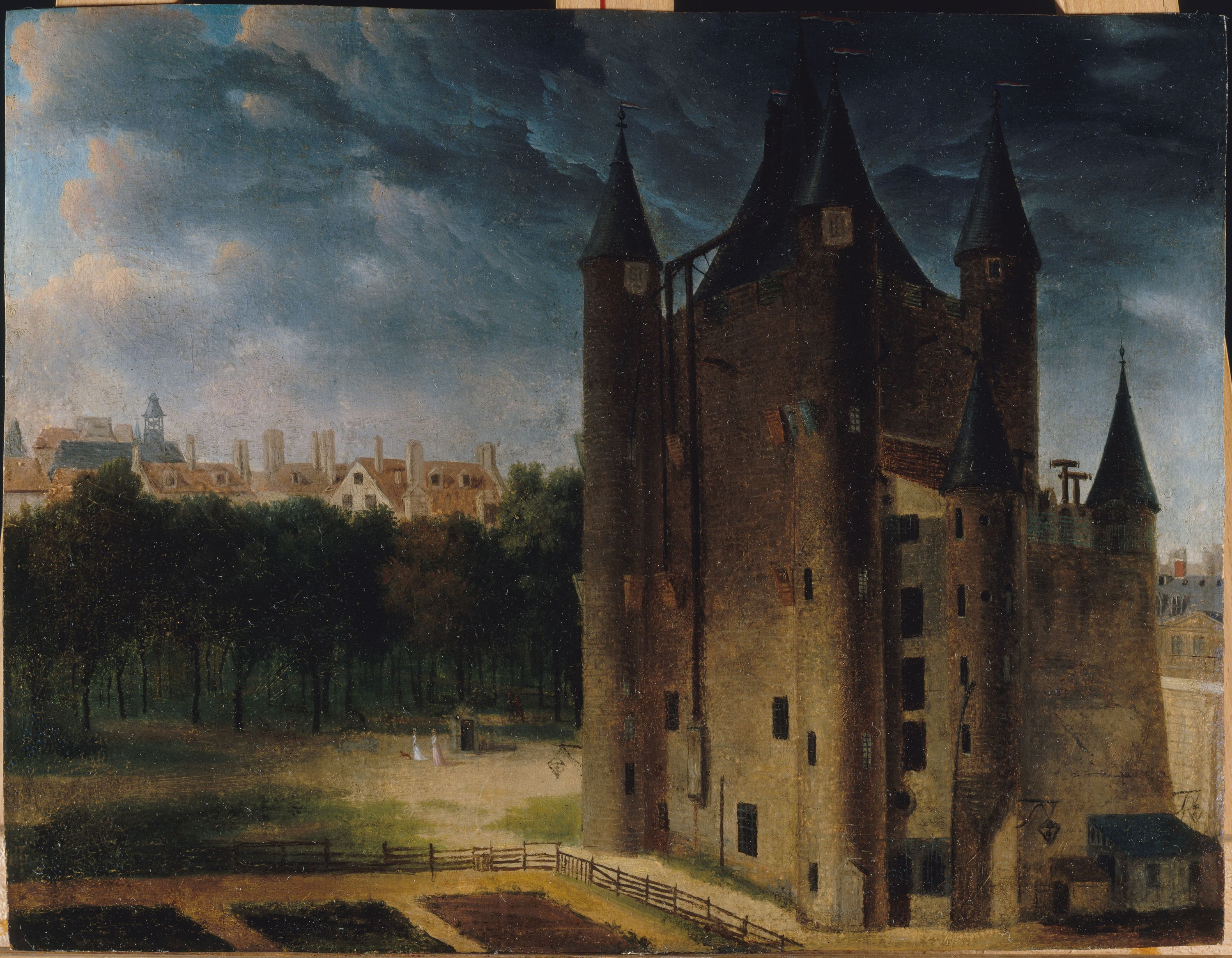
Donjon du Temple, entre 1790 et 1800. Musée Carnavalet.

Les survivants, Marie-Thérèse, son frère et leur tante, qui n'ont jamais exercé de responsabilités politiques, sont dès lors enfermés uniquement pour ce qu’ils représentent et à cause de leur naissance.
Le 10 mai 1794, Madame Élisabeth est à son tour guillotinée. Marie-Thérèse, coupée du monde, vit alors la période la plus éprouvante de son emprisonnement. Pour se défendre contre ses gardiens, elle ne leur adresse plus la parole. Elle a 15 ans et écrit sur les murs de sa prison ces graffitis :
« Marie-Thérèse-Charlotte est la plus 
malheureuse personne du monde.
Elle ne peut obtenir de savoir des nouvelles 
de sa mère, pas même d’être réunie à elle 
quoiqu’elle l’ait demandé mille fois.
Vive ma bonne mère que j’aime bien 
et dont je ne peux savoir des nouvelles.
Ô mon père, veillez sur moi du haut du ciel !
Ô Mon dieu, pardonnez à ceux 
qui ont fait mourir mes parents ! »
Après l'exécution de Robespierre en juillet 1794, les conditions de la captivité de la princesse s’améliorent. Ses gardiens, Gomin et Laurent, se montrent plus respectueux. Le 8 juin 1795, le dauphin meurt à l'âge de 10 ans, des suites de tuberculose généralisée,. Une grande partie de la presse déclenche presque aussitôt une campagne en faveur de la libération de la prisonnière.
Le Comité de sûreté générale n'y est pas indifférent puisqu'il décide le 20 juin 1795 de donner à la princesse une jeune femme pour lui tenir compagnie, Mme de Chanterenne, que Marie-Thérèse surnomme affectueusement « Rénette ». C’est vraisemblablement elle qui apprend à Madame Royale la mort de sa mère, de sa tante et de son frère.
Elle veille aussi à compléter son instruction, Madame Royale ayant « du mal à parler distinctement, par manque de pratique ». Elle commence à rédiger des mémoires racontant l'incarcération de sa famille. Elle puise un grand réconfort moral dans sa foi et dans la présence de sa chère « Rénette ».
En tant qu'unique rescapée de la famille royale stricto sensu, la princesse devient bien malgré elle une véritable « célébrité ». Pour tous c'est « l'Orpheline du Temple », surnom qui ne la quitte plus. Ses admirateurs vont ainsi jusqu’à louer un appartement en face du Temple : on la scrute pour rendre compte de ses faits et gestes quotidiens et mieux la réinventer. Plus largement, on en fait l’héroïne de chansons, de poèmes et de récits au goût du jour (roman noir, ballades à la manière d’Ossian), qui ont sa souffrance et son histoire, et non son rang, pour principal ressort. Elle devient alors le meilleur agent de propagande des royalistes, instrument politique, certes, mais un instrument révéré et adoré de ses partisans et ce durant toute sa vie.
Pendant l'été 1795, la presse de droite mène contre la Convention une campagne dans laquelle elle se sert de Marie-Thérèse, dont elle souligne les vertus, de manière à rappeler les bienfaits d'une monarchie dirigée par des princes aux qualités éprouvées. Or, le 7 juillet 1795, le prétendant, Louis XVIII, réaffirme dans la déclaration de Vérone la souveraineté absolue du roi. Cet acte lui aliène les monarchistes constitutionnels. Aussi bon nombre de royalistes songent à marier la fille de Louis XVI avec son cousin le duc d'Angoulême, et espèrent qu'elle monterait sur le trône, après l'abdication de Louis XVIII.

### Décembre 1795: échange et arrivée à la cour de Vienne

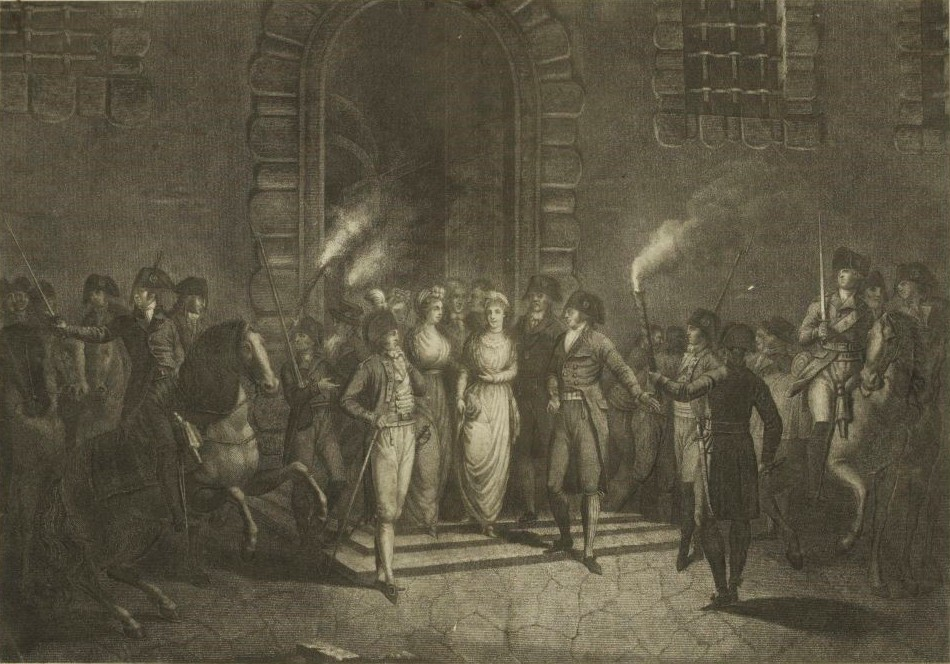
Carlo Lasinio, La princesse Marie-Thérèse-Charlotte fille du roy Louis XVI part de Paris pour se rendre en Suisse. Gravure. Musée de la Révolution française.

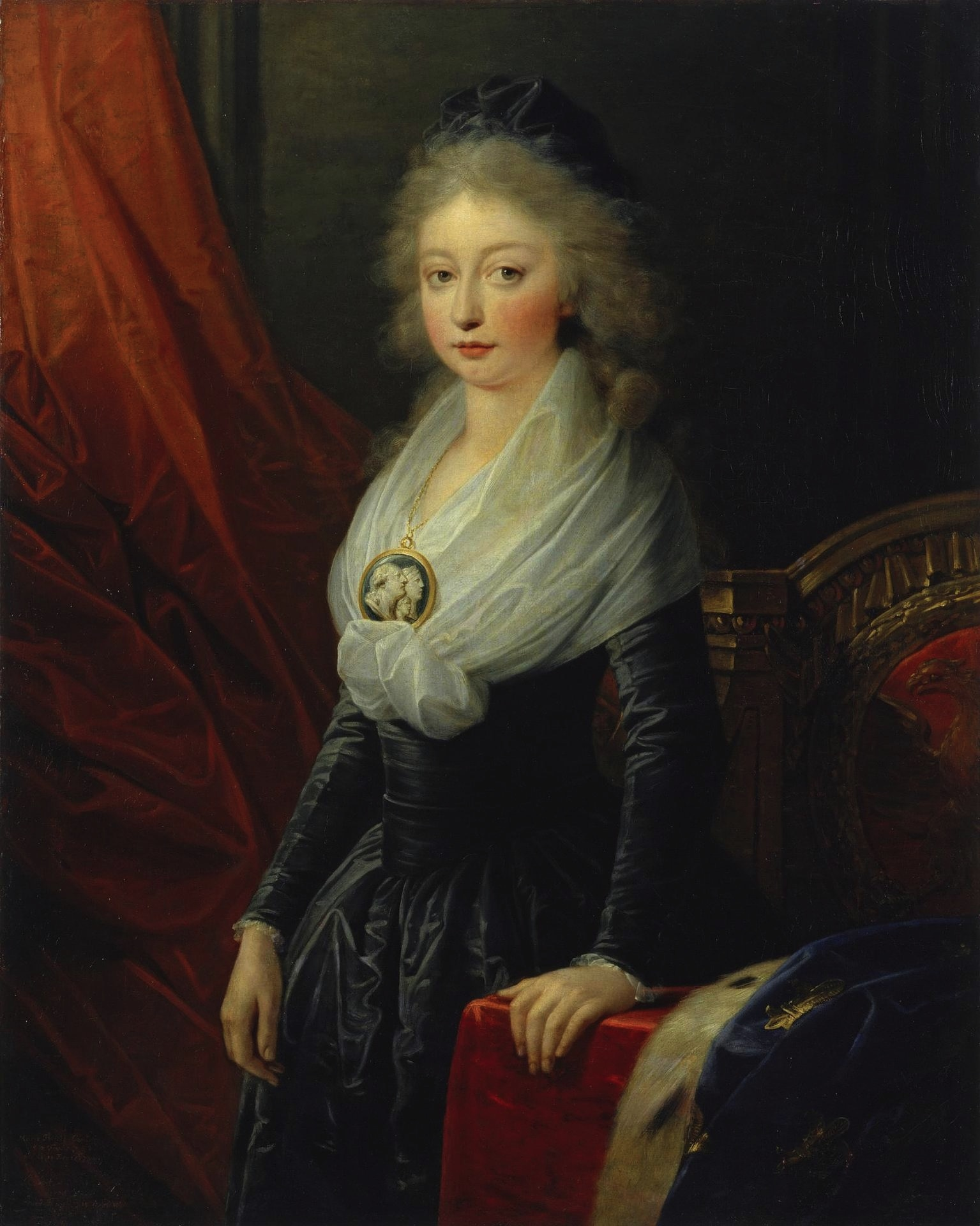
Heinrich Friedrich Füger, Marie Thérèse Charlotte de France, 1796. Musée de l'Ermitage, Saint-Pétersbourg. Elle est représentée, à Vienne, vêtue en grand deuil, portant un médaillon où figurent ses parents et son frère.

Le 12 messidor an III (le 30 juin 1795), au nom du Comité de Salut public et du Comité de sûreté générale, Jean-Baptiste Treilhard (député de Seine-et-Oise) propose que Marie-Thérèse de France soit échangée contre les prisonniers politiques détenus par l’Autriche : 
La Convention nationale déclare qu'au même instant où les cinq représentants du peuple, les ministres, les ambassadeurs Français et les personnes de leur suite, livrés à l'Autriche, ou arrêtés et détenus par ses ordres, seront rendus à la liberté ; [...] la fille du dernier roi des Français sera remise à la personne que le gouvernement autrichien délèguera pour la recevoir [...]. 
L’empereur François II accepte les termes de l'échange le 30 juillet 1795 mais demande que les prisonniers de guerre fassent eux aussi l'objet d'un échange. Les négociations se déroulent de septembre à novembre. La princesse est finalement échangée contre des prisonniers français (Pierre Riel de Beurnonville, Jean-Baptiste Drouet, Hugues-Bernard Maret, Armand-Gaston Camus, Nicolas-Marie Quinette et Charles-Louis Huguet de Sémonville) capturés par l’armée autrichienne. Dans la plus grande discrétion, elle quitte la prison du Temple le 19 décembre 1795, jour de ses dix-sept ans, escortée d'un détachement de cavalerie afin de se rendre à Bâle, où elle est remise aux envoyés de l’empereur François II.
En quittant la France, elle aurait versé des larmes, ne tenant aucune rigueur aux Français pour ses malheurs comme elle l’écrit dans ses mémoires.
À Vienne, Marie-Thérèse-Charlotte rencontre sa pléthorique famille maternelle à laquelle elle est assez vite intégrée. Dans ses mémoires, elle tenait l’empereur François II, son cousin germain, pour responsable de la mort de sa mère, mais ses préjugés tombent vite et elle considérera l'empereur comme son libérateur. Elle éprouve davantage de difficultés avec les émigrés français qui se trouvent en Autriche. Ceux-ci attendent pourtant que la princesse leur livre des témoignages sur ses malheurs passés, les encourage dans leur cause et les aide matériellement, alors que Marie-Thérèse veut garder envers eux une certaine distance et ne peut rien faire sans l’accord de l'empereur. Les réactions sont donc mitigées. Si les émigrés lui conservent leur affection et leur admiration, ils sont néanmoins un peu déçus par cette "héroïne" de 17 ans.

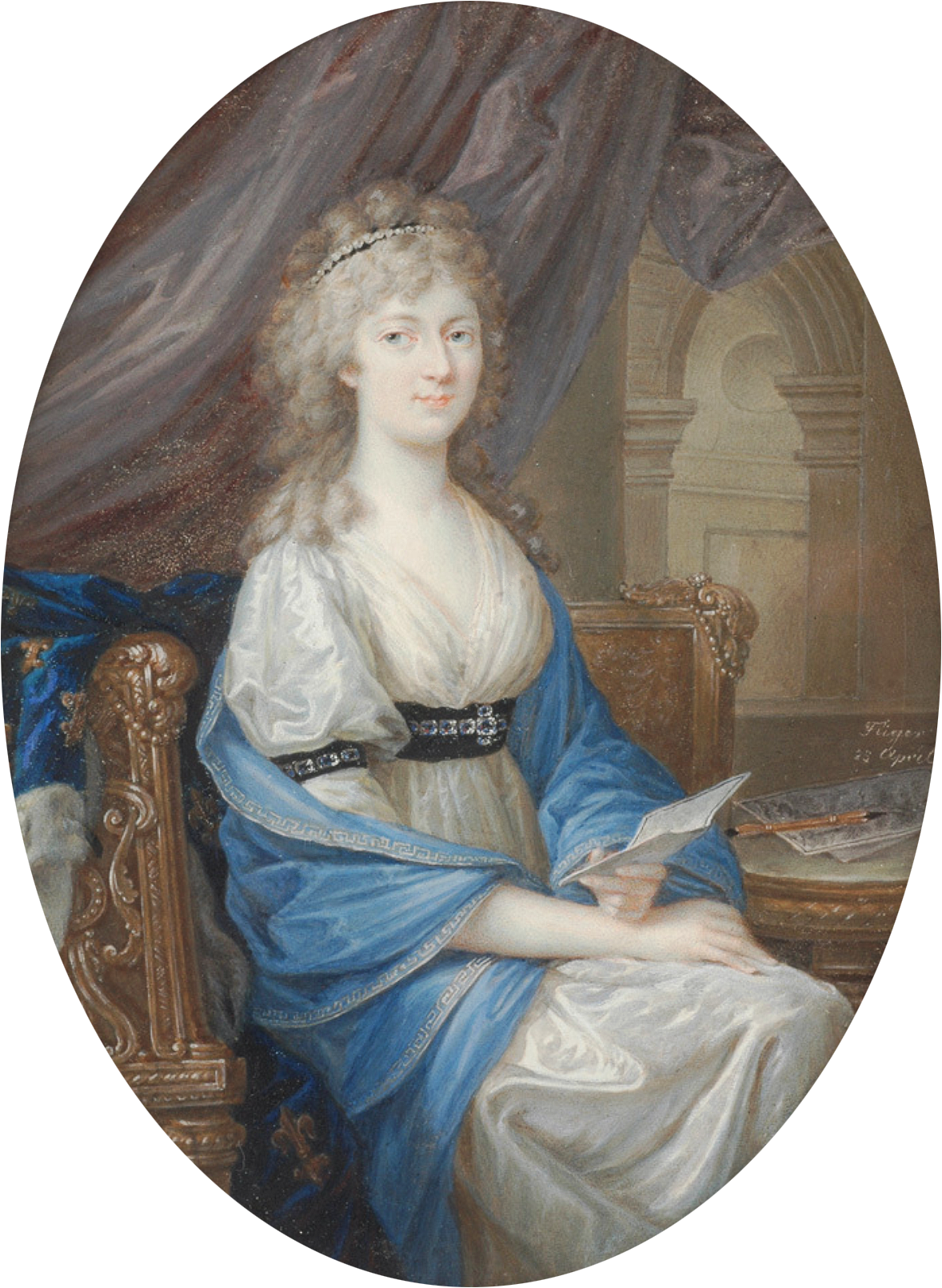
Heinrich Friedrich Füger, Marie Thérèse Charlotte de France, vers 1796.

### De juin 1799 à 1814: une princesse française en exil à travers l'Europe

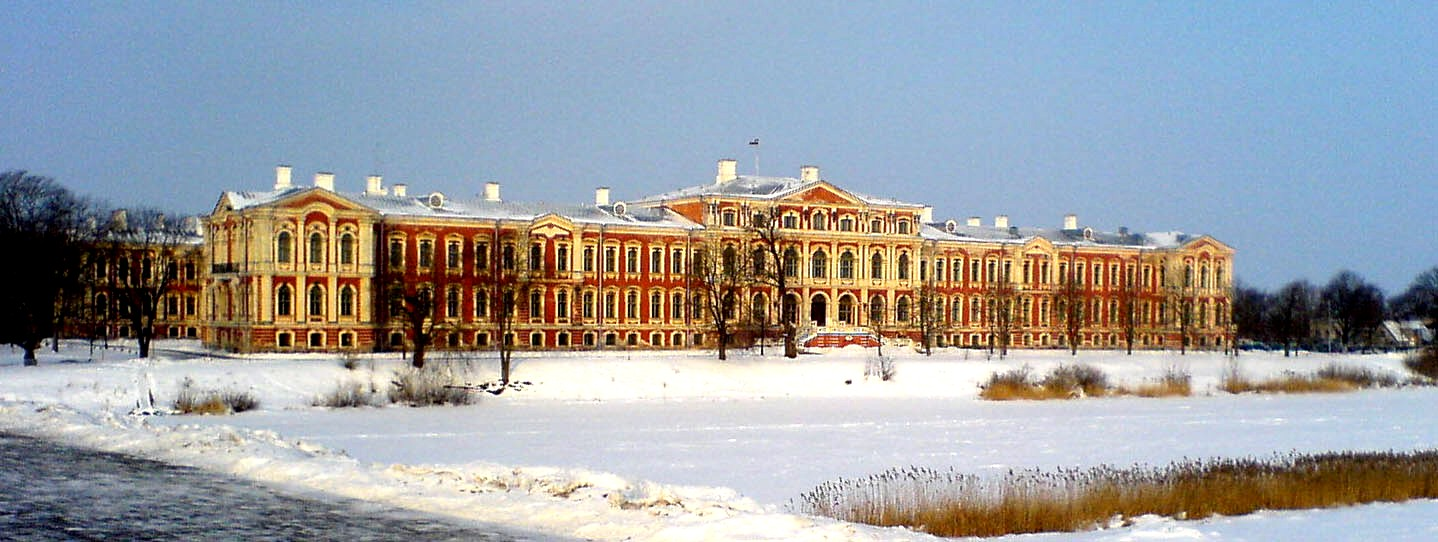
Château de Mittau situé au XVIII en Courlande (aujourd’hui Jelgava en Lettonie).

À la cour de Vienne, on envisage de marier Marie-Thérèse avec le frère de l’empereur, l’archiduc Charles-Louis, valeureux officier, mais « un ennemi de la France ». La princesse s'y refuse, car elle souhaite épouser son cousin germain Louis-Antoine d’Artois, duc d’Angoulême, fils aîné du futur Charles X et futur héritier de la couronne de France. Pendant trois ans, elle entretient avec lui une correspondance.
Grâce à l’entremise de l'empereur de Russie Paul Ier, Marie-Thérèse peut quitter la cour de Vienne en juin 1799 pour rejoindre son oncle et son futur époux réfugiés sous la protection de l'empereur au château de Mittau en Courlande (aujourd’hui Jelgava en Lettonie). Le 9 juin 1799, Louis-Joseph de Montmorency-Laval, évêque de Metz et grand aumônier de France, célèbre le mariage, en présence du futur Louis XVIII et de son épouse Marie-Joséphine de Savoie. L'abbé Henri Edgeworth de Firmont qui avait accompagné Louis XVI jusqu'à l'échafaud, a tenu également à être présent lors de la cérémonie pour bénir le couple princier. L'acte de mariage est rédigé par le comte de Saint-Priest.
À partir de ce moment, l'existence de Madame Royale se trouve étroitement liée à celle de son oncle Louis XVIII dont elle partage l’exil et qui utilise son image de « martyre de la Révolution » pour rallier les royalistes et intéresser les souverains européens à sa cause. En fait, Marie-Thérèse partage davantage la vie de son oncle que celle de son propre époux. Louis XVIII a besoin d’assurer la légitimité de droit, dont il est porteur par la loi salique, par la légitimité de fait que détient sa nièce. Il fait alors d’elle l’héritière des vertus de ses parents, puis une « nouvelle Antigone » fidèle au roi dans tous ses malheurs, comme tout royaliste se devrait de l’être. Madame devient alors celle qui montre la voie de la fidélité monarchique. C'est déjà la véritable reine de la petite cour en exil, même si l’épouse de Louis XVIII est en vie.
En France, des journaux, des portraits, des « pèlerinages » à la prison du Temple perpétuent le souvenir de « l'Orpheline » au moins jusqu’au coup d'État de Fructidor (4 septembre 1797).
La princesse devient aussi une héroïne de roman. Sa captivité, ses souffrances sont des thèmes propices au roman noir très en vogue alors. En 1799 la baronne de Méré publie Irma ou les malheurs d’une jeune orpheline, qui reprend le cours des malheurs de la princesse, les transposant en Inde, avec des noms en anagramme et les clefs à la fin du dernier volume ; le succès est si considérable qu’il décourage la censure. Deux romans de Jean-Baptiste Regnault-Warin : Le cimetière de la Madeleine et surtout Les Prisonniers du Temple, parus en 1800 et 1801, poursuivent le phénomène.
Le mariage de Madame Royale apporte aux royalistes un espoir, bien vite avorté puisqu’il est suivi de nombreuses années d’exil en Pologne, puis de nouveau en Courlande. En 1807, les Bourbon gagnent l’Angleterre et s’installent à Hartwell : Marie-Thérèse, âgée de 29 ans, y retrouve son beau-père et son beau-frère, le duc de Berry.
Marie-Thérèse aurait été enceinte fin janvier 1813. En effet lors du bal organisé par la princesse Charlotte, la duchesse d’Angoulême parut très heureuse. Son médecin, le docteur Lefebvre confiera : « Le duc d’Angoulême devrait être père d’ici juin ». Cependant la grossesse, vraie ou fausse, se finira par une fausse couche, laissant la princesse à sa douleur,.

### La Première Restauration, printemps 1814: la «princesse aux yeux rougis»
À la chute de Napoléon en 1814, la monarchie des Bourbons est restaurée en France. Le roi Louis XVIII et la duchesse d'Angoulême font leur entrée à Paris le 3 mai 1814. Marie-Thérèse-Charlotte de France est le personnage le plus connu et le plus sympathique de la famille des Bourbons : l'attention se fixe donc sur elle, d'autant que Louis XVIII ne cesse de la désigner à la foule et s'efforce de la mettre en avant chaque fois qu'il le peut. Des femmes s'évanouissent à son passage ; son apparition au théâtre provoque acclamations et crises de larmes. Physiquement, elle a cependant beaucoup changé depuis qu'elle a quitté la France en 1795 ; elle a un maintien rigide, la parole brusque. L'infection oculaire qui lui rougit les yeux, depuis Mittau, est interprétée comme la conséquence de ses larmes .
Madame apparaît comme le défenseur de la Restauration auprès des Français, on vante son caractère « tout français », on fait d’elle la colombe de la paix, la garante de la prospérité. À 36 ans, après vingt années d'exil, elle est un des emblèmes de la Restauration et de la réconciliation des Français, bien qu'elle soit plus proche des idées conservatrices de son autre oncle et beau-père, le comte d’Artois, que des idées plus modérées de Louis XVIII.
Dans le même temps, prolifèrent des brochures et des portraits destinés à mieux faire connaître la famille royale, qui reprennent tous les thèmes développés à son sujet depuis 1795 : on continue à publier des ouvrages sur « l'Orpheline du Temple » ou sur « Antigone ». On arrive alors à un phénomène de décalage : c’est ce personnage littéraire qui est connu et loué, non plus la vraie princesse, dont finalement on ne sait rien .

### Les Cent-Jours: «le seul homme de la famille» des Bourbon

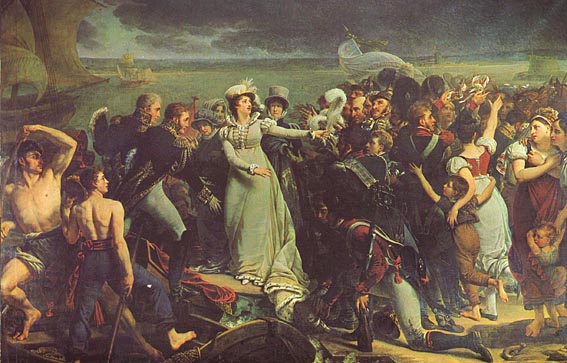
Antoine-Jean Gros, La duchesse d'Angoulême s'embarquant à Pauillac, près Bordeaux, 1818. Musée des Beaux-Arts de Bordeaux.

L’annonce du retour de Napoléon en mars 1815 surprend Madame et son mari à Bordeaux, où ils célébraient le premier anniversaire du ralliement de la ville aux Bourbon. Tandis que le roi s’est réfugié en terre étrangère, à Gand, et que le duc d'Angoulême doit partir pour Toulouse, la duchesse d'Angoulême est chargée par le roi de défendre Bordeaux, ville qui lui est tout acquise, à l’exception notable de la garnison. En attendant l'arrivée d'hypothétiques secours, Marie-Thérèse inspecte régulièrement les garnisons ; elle rassure la population de Bordeaux en continuant à sortir et en se rendant au théâtre presque tous les soirs. À l’approche du général Clauzel, aux ordres de l’Empereur, et malgré le courage de la princesse qui vient haranguer seule les soldats, ces derniers trahissent la cause des Bourbon et passent à l’ennemi. Le 2 avril 1815, à Pauillac, la duchesse d’Angoulême s'embarque alors pour l'exil. Elle écrit que les Bordelais qui l'avaient escortée lui demandèrent « quelque chose qui m'eût appartenu. Ils se partagèrent les plumes et les rubans de mon chapeau que je leur donnai, m'accompagnèrent à la chaloupe malgré une pluie battante. » En Angleterre, elle négocie l’achat d’armes pour la Vendée et s’efforce d’organiser les royalistes de l’ouest de la France, sollicitant jusqu'à l'Espagne pour les soutenir.
Napoléon, admiratif, dit d’elle qu’elle était « le seul homme qu’il y ait dans sa famille ».
Cette action lui vaut un redoublement d’adoration de la part des royalistes : elle devient « l’Héroïne de Bordeaux », qui rallie les royalistes fidèles autour de son « panache » en fière héritière d'Henri IV. Des chansons ou des sortes de poèmes épiques, créés à Bordeaux au moment même des événements, en mars 1815, font d'elle une héroïne. Puis des récits la présentent en déesse guerrière. On la compare à Minerve, déesse de la Guerre, mais aussi personnification de la sagesse et inventeur des lois. Mais, de manière parallèle, ce regain de popularité chez les royalistes entraîne une grande animosité chez les bonapartistes et les libéraux. Elle est traitée de furie ; on l'accuse d'être assoiffée de vengeance et hostile à la Charte. Sa dévotion est particulièrement brocardée et transformée en fanatisme. Mais ce qu’on lui reproche avant tout, c’est son rôle contre nature de chef de guerre : ce n’est pas la place d’une femme.
À l’issue des Cent-Jours, l’image de la duchesse d’Angoulême change peu à peu. Les calomnies et les caricatures ont fait leur effet et restent gravées dans les mémoires. Par ailleurs, l’image de « l’Héroïne de Bordeaux » pose problème : cette héroïne est une héroïne de guerre civile, qui ne peut donc plus prôner la réconciliation, et son courage s’oppose par trop à la lâcheté du roi qui s’est enfui de Paris. Ce n’est donc pas le pouvoir royal qui s’empare de cette image, mais l’ultraroyalisme, qui fait à présent de Madame son étendard.

### La Seconde restauration 1815-1830: première dame de France

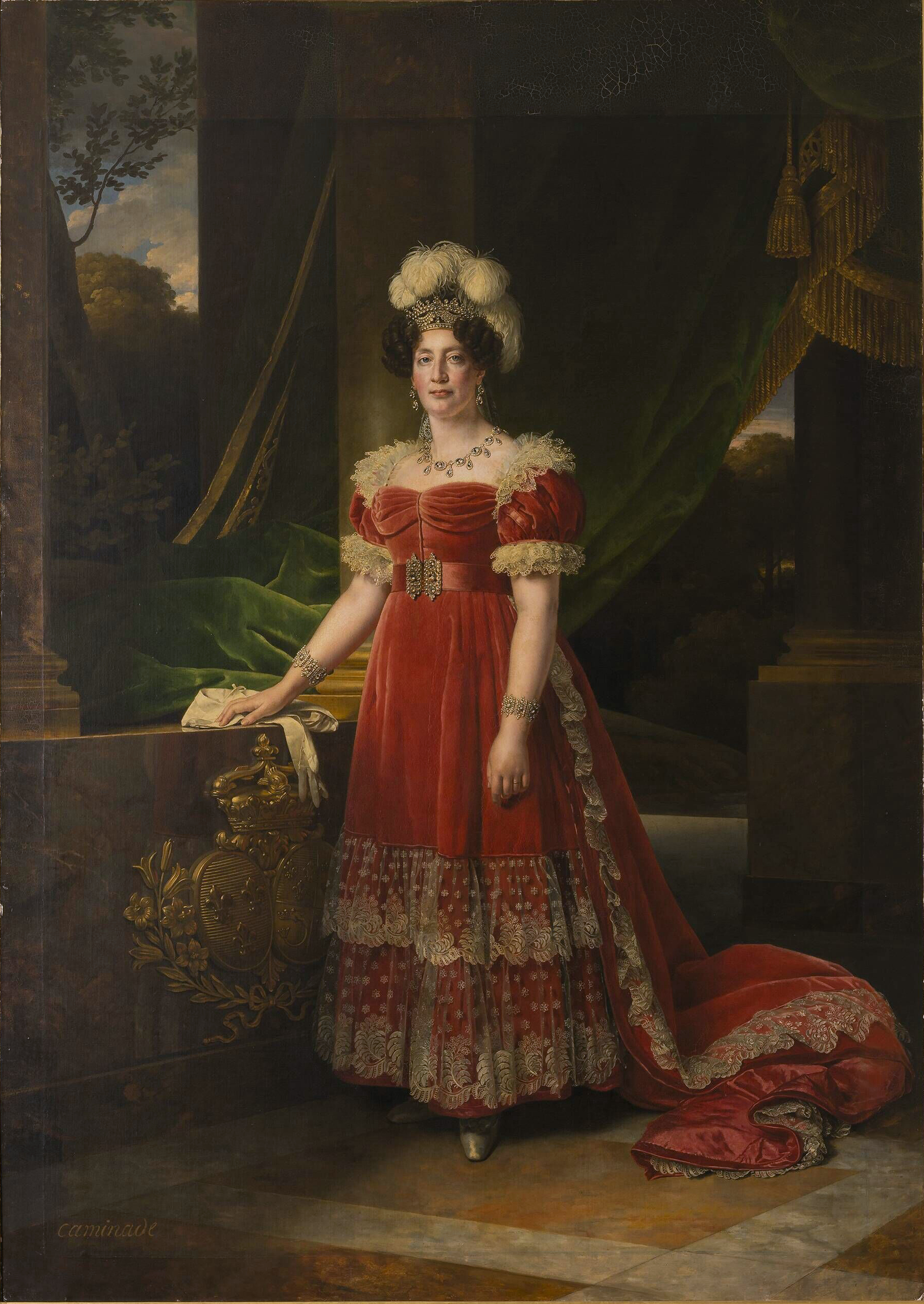
Marie-Thérèse-Charlotte, dauphine de France, Alexandre-François Caminade, 1827, château de Versailles.

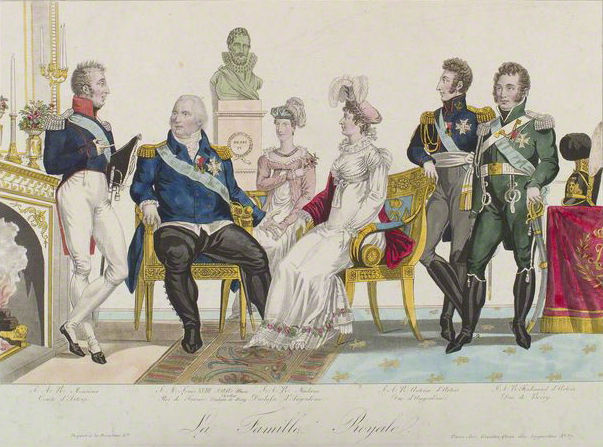
La famille royale aux Tuileries, entre 1816 et 1820. Gravure.

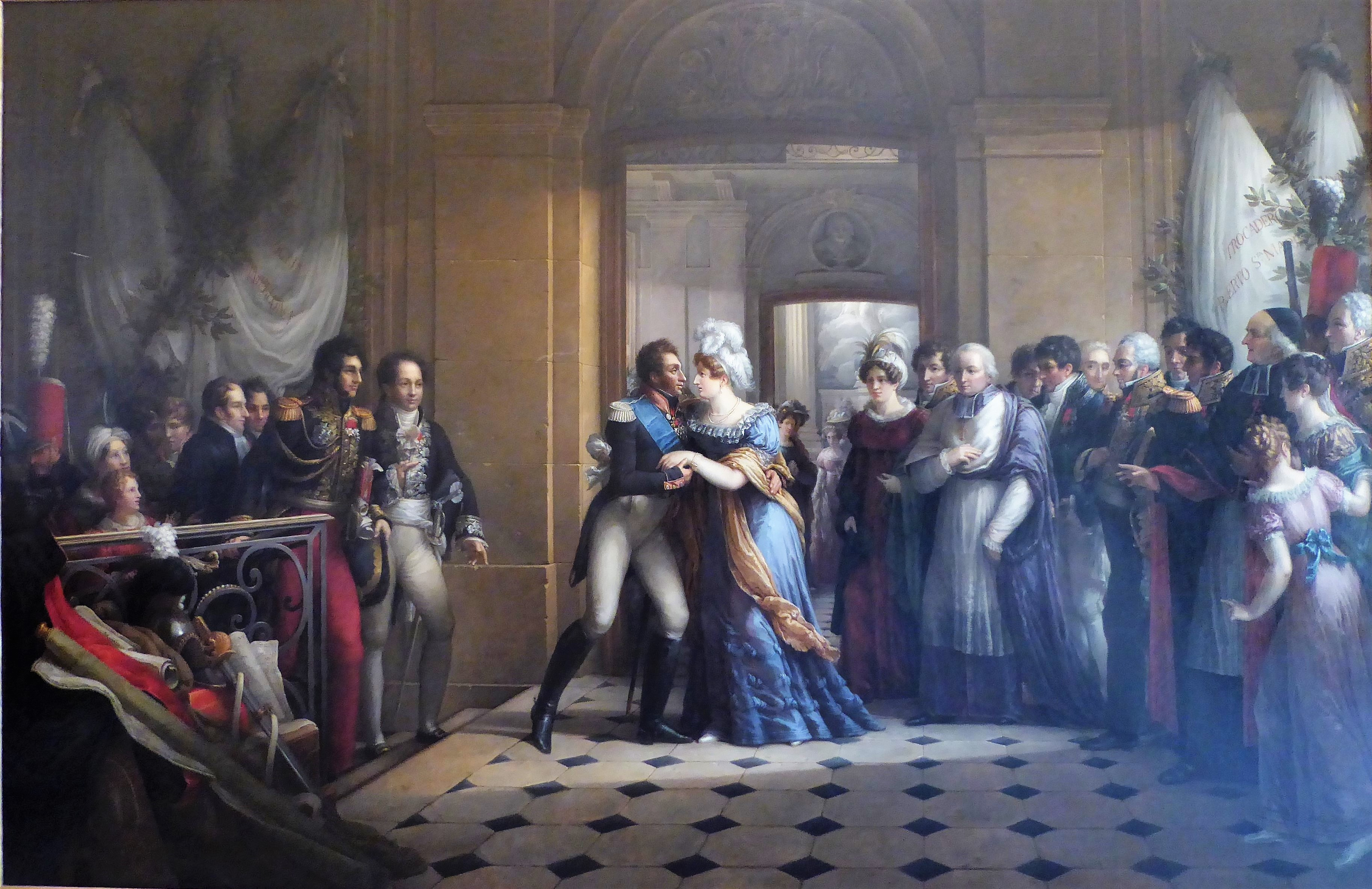
Entrevue du duc et de la duchesse d'Angoulême de Garnier, musée des Beaux-Arts de Chartres. Le duc d'Angoulême, de retour d'Espagne, retrouve son épouse le 1 décembre 1823 au palais épiscopal de Chartres.

Après les Cent-Jours, Marie-Thérèse ne rentre en France qu’à la fin de juillet 1815, sans doute parce qu’elle trouve Louis XVIII trop conciliant à l’égard de ceux qui s'étaient ralliés à Napoléon. Estimant que la famille royale a fait preuve de trop de bonté et n’en a reçu que de l’ingratitude, elle soutient les ultraroyalistes, majoritaires à la chambre des députés élue en août.
La cour qui renaît dès 1814 et après les Cent-Jours aux Tuileries n’a pas de reine, Louis XVIII étant veuf depuis 1810. La favorite du roi, la comtesse du Cayla, ne joue aucun rôle officiel. Marie-Thérèse, fille de France, qui occupe le rang le plus proche d’une reine (ses deux oncles étant veufs), « représente » ce personnage quand les cérémonies le nécessitent.
Plusieurs devoirs s'imposent à la princesse. Le premier est de perpétuer la dynastie. C’est un échec, la princesse n’ayant pas d’enfant. Ensuite elle doit tenir sa cour, qui se doit d’être brillante. Marie-Thérèse est présente à toutes les célébrations dynastiques. Le public peut aussi la voir au palais des Tuileries, lors du grand couvert, qui se déroule dans la galerie de Diane, et au cours duquel la famille royale prend son repas. La duchesse d’Angoulême y apparaît, somptueusement vêtue et portant les parures de diamants de la couronne. Les mémorialistes remarquent la « dignité » et la « majesté inexprimable » de la princesse. La duchesse d'Angoulême exerce une intense activité charitable, en subventionnant la Société de charité maternelle (créée sous l'égide de la reine Marie-Antoinette), l'infirmerie Marie-Thérèse, le pensionnat de Versailles. Lors de son anniversaire et lors de celui de la mort de son père, elle distribue de larges aumônes et fait libérer des prisonniers pour dettes. Elle visite des institutions charitables, des manufactures, des institutions culturelles, comme la bibliothèque du roi ou le Louvre. Elle reçoit quantité de pétitions qu'on lui envoie ou qu'elle prend elle-même quand on les lui tend sur son passage, et qu'elle lit, semble-t-il, systématiquement. La charité, la piété de la princesse lui valent une réputation de sainte royale.
Politiquement parlant, Marie-Thérèse soutient durant la Restauration les ultraroyalistes. Comme le comte d'Artois, elle est donc en désaccord implicite avec la politique menée par les gouvernements de Louis XVIII, jugée trop conciliante à l’égard de l’héritage de la Révolution. Elle est particulièrement opposée à Decazes, favori de Louis XVIII, qui exerce comme ministre de la Police puis comme ministre de l'Intérieur, et qui conduit une politique modérée, voire libérale. Après l'assassinat du duc de Berry en février 1820, le comte d'Artois et la duchesse d'Angoulême, considérant Decazes comme responsable en raison de sa politique jugée laxiste, demandent son renvoi à Louis XVIII, qui finit par céder.
En 1824, Louis XVIII meurt, laissant le trône à son frère Charles X . À quarante-six ans, la duchesse d'Angoulême devient la dernière dauphine que la France ait connue.
Pendant la Restauration, la duchesse d'Angoulême, ensuite dauphine, parcourt le royaume. L’absence des princes pendant une vingtaine d’années exige qu’ils se fassent connaître des Français. La duchesse se trouve sur les routes presque chaque année pendant quelques semaines au moins. Tous les deux ans, elle se rend en cure à Vichy mais elle visite aussi l’ouest de la France, la Bretagne, la Normandie (notamment à Caen en 1827, où elle participe à la cérémonie pour le scellement du piédestal de la statue de Louis XIV), le Midi, l’Aquitaine et la Vendée. En 1828, en Lorraine, elle effectue une cure à Plombières-les-Bains et se rend en visite à Bains-les-Bains. Au cours de ces voyages, la princesse représente le roi : elle doit à la fois donner une image prestigieuse et paternelle de la monarchie et s’informer de l’administration des départements du royaume. Ce dernier point est d’ailleurs une illusion : au prix d’une organisation qui ne laisse rien au hasard, les élites locales s’efforcent de donner à la princesse une présentation unanime et toute royaliste de leur circonscription. L’image que l'on a de ces voyages est donc biaisée. La duchesse d’Angoulême est à Bordeaux d’avril à septembre 1823, entrecoupant ce séjour de longues visites dans le Midi. À son retour en septembre 1823, elle passe par la Vendée et le Morbihan. Elle pose alors la première pierre de la chapelle expiatoire qui doit abriter le monument aux victimes de Quiberon, à la chartreuse d'Auray. En septembre 1823 également, elle s'arrête au mont des Alouettes, où une chapelle en mémoire des guerres de Vendée est ensuite édifiée. Elle passe aussi à Saint-Florent-le-Vieil, où une colonne ornée de lys, de dauphins et d'une couronne est élevée en son souvenir.
En 1823, le duc d'Angoulême dirige l'Expédition d'Espagne, qui replace le roi Ferdinand VII sur le trône. Le duc devient alors une figure populaire chez les modérés et une partie des libéraux, en raison de son ordonnance d'Andujar, par laquelle il interdisait toute arrestation sans autorisation préalable du chef militaire français local, élargissait les prisonniers arrêtés sans motif et plaçait la presse sous le contrôle de l'armée française. Son épouse la duchesse d'Angoulême, avec laquelle il forme un couple notoirement uni, bénéficie de ce regain de popularité. On la considère comme un élément modérateur du pouvoir. Elle est d'ailleurs opposée à la création du ministère ultra Polignac, nommé par Charles X en 1829.

### Dernier exil: la comtesse de Marnes

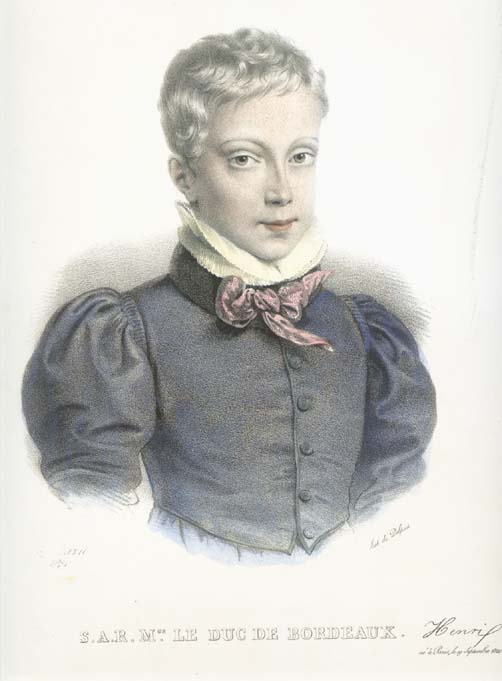
Le duc de Bordeaux.

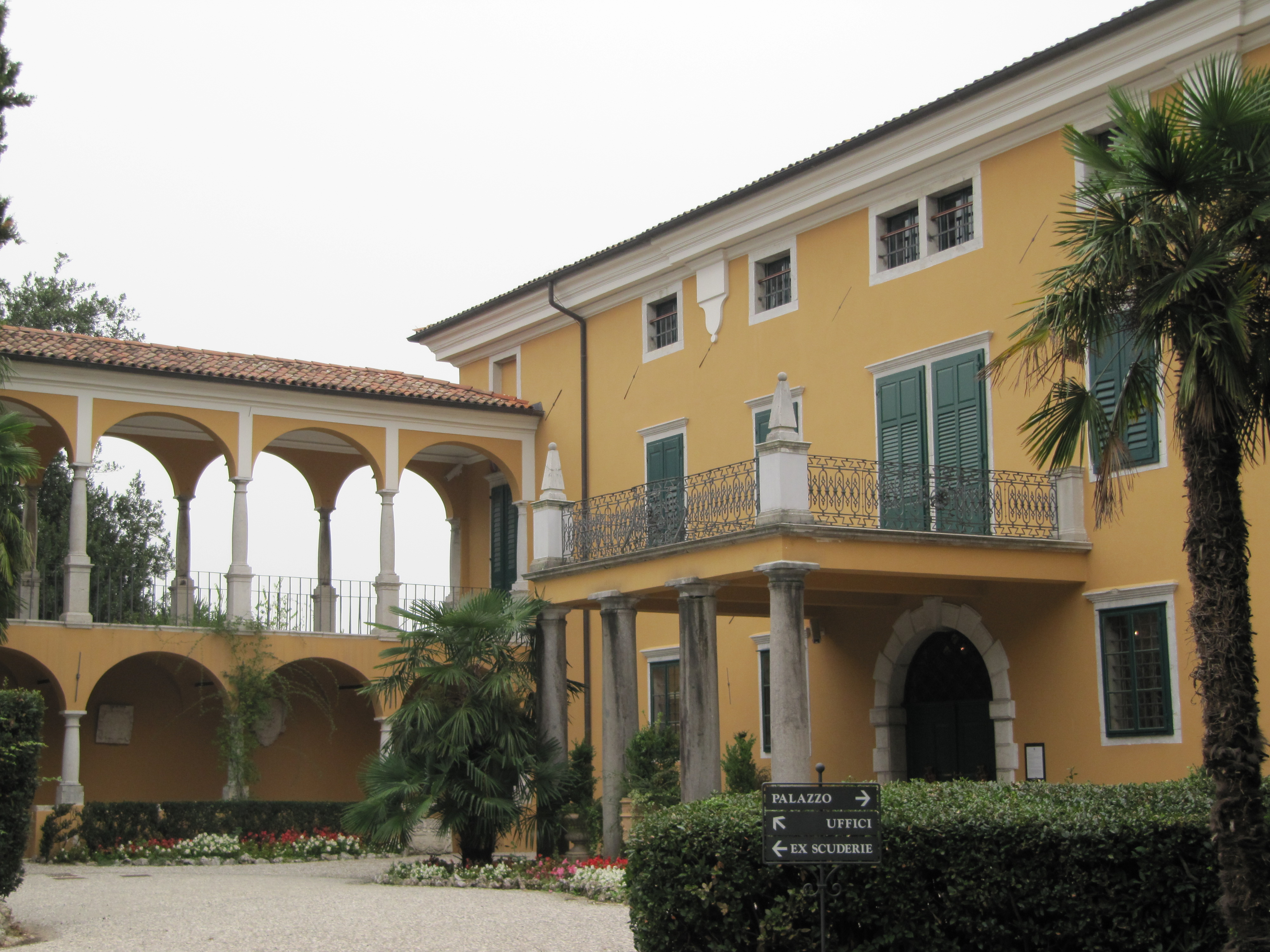
Palais Coronini-Cronberg à Gorizia.

En juillet 1830, Charles X  signe les ordonnances qui provoquent la Révolution de 1830. Le roi ayant résolu d'abdiquer, Madame Royale aurait pu devenir le 2 août 1830, reine de France.
En effet, retiré avec la cour au château de Rambouillet, son époux, le dauphin Louis-Antoine de France, aurait pu hériter du trône sous le nom de « Louis XIX », si l’abdication de son père Charles X n'avait pas été faite en faveur de son petit-fils Henri d'Artois, duc de Bordeaux et neveu du dauphin, malgré le principe d’indisponibilité de la Couronne de France.
Chassée par l'arrivée de Louis-Philippe au pouvoir, la famille royale doit quitter la France. Le 16 août 1830, à Cherbourg, le roi Charles X déchu, le dauphin, la dauphine, la duchesse de Berry, le duc de Bordeaux, ainsi qu’une nombreuse suite, s'embarquent pour l'Angleterre.
Après un séjour en Écosse, l'ancienne famille royale s’installe à partir d'octobre 1832 au château de Prague situé alors dans les États de la maison d’Autriche. En mai 1836, ils sont à Goritz (aujourd'hui Gorizia en Italie) dans le palais Coronini-Cronberg.
C'est de là que la petite cour continue à vivre au rythme des disputes familiales qui opposent les partisans de la duchesse de Berry au reste de l'ancienne famille royale. En 1832, après sa vaine tentative de soulever l’Ouest de la France en faveur de son fils, la duchesse de Berry est arrêtée et emprisonnée. La dauphine correspond avec elle et avec l’empereur d’Autriche, auquel elle réclame du secours. Elle songe même à faire évader la duchesse de Berry. Cependant, après son remariage, l'ex-duchesse de Berry, en disgrâce, est exclue de l'ancienne famille royale
.
Régnant sans partage sur la cour en exil et n'ayant pas eu d’enfant, Marie-Thérèse se consacre dès lors à l’éducation des petits-enfants de France : son neveu le duc de Bordeaux, héritier présomptif du dauphin, et sa nièce Louise d’Artois. Il s'agit là de son dernier rôle politique, le reste de sa vie se passant en prières et en charités.
La mort de son oncle et beau-père Charles X survient le 6 novembre 1836 alors que Marie-Thérèse a cinquante-huit ans. Elle devient reine de France et de Navarre, aux yeux des légitimistes, partisans de la branche aînée. Tandis que son mari se fait appeler désormais par le prénom usuel de « Louis » tout court, le couple porte depuis 1830 les titres de courtoisie de comte et comtesse de Marnes.

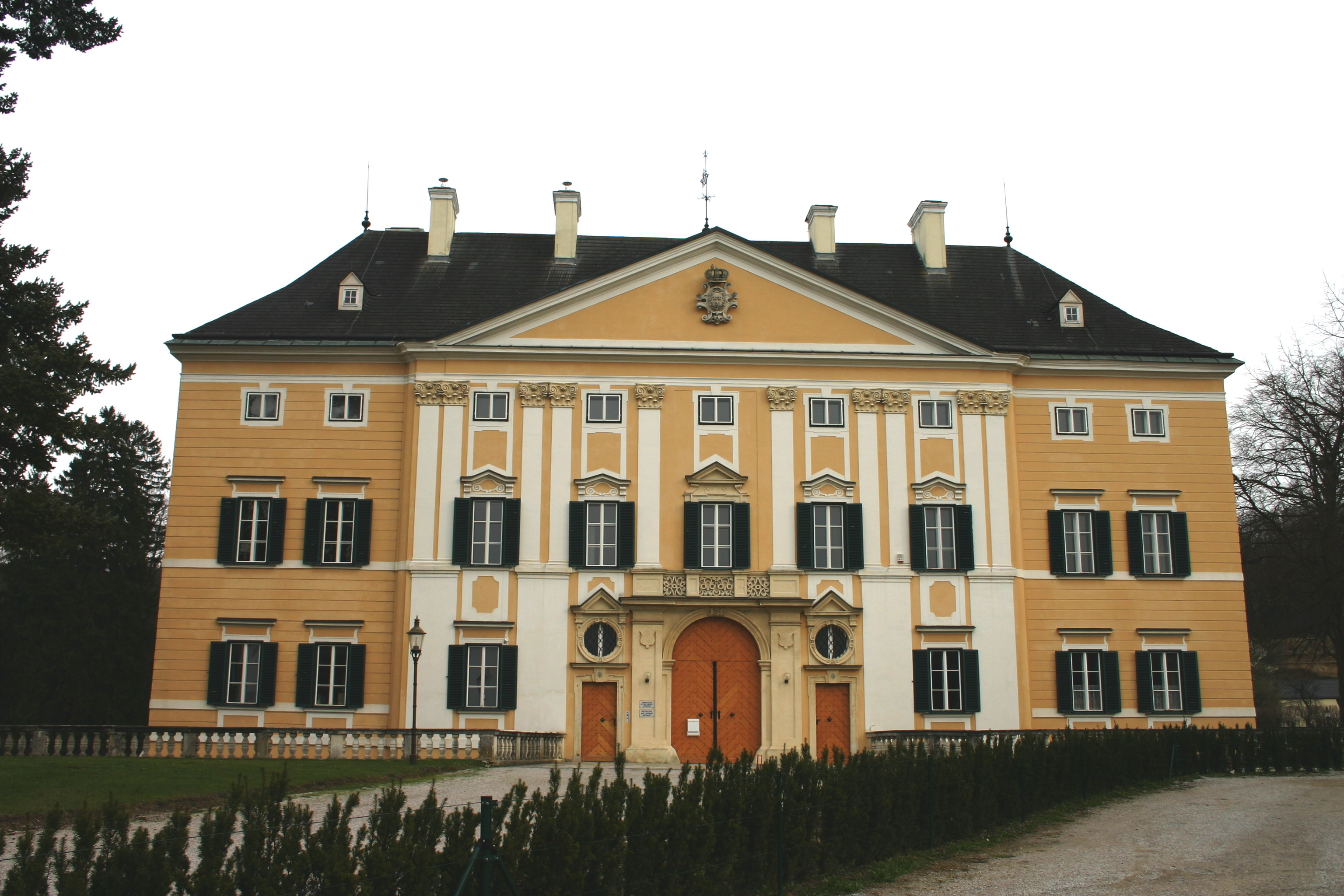
Château de Frohsdorf, en Autriche.

En 1843, le duc de Blacas achète pour le compte de l'ancienne famille royale le château de Frohsdorf, situé à Lanzenkirchen, près de Vienne en Autriche. La vie s'y déroule à l'époque suivant une étiquette royale. Le duc de Lévis assume le rôle d'un ministre de la Maison du roi. À ses côtés, le « gentilhomme de service » tient lieu de chambellan. Il introduit les visiteurs admis en audience, répond à une partie du courrier et accompagne l'ancienne famille royale en voyage. Lorsque le 3 juin 1844, le mari de Madame Royale meurt en exil, le jeune comte de Chambord est proclamé roi sous le nom d'Henri V par les légitimistes.
Marie-Thérèse reçoit au château de Frohsdorf l’archiduchesse Sophie, ainsi que les enfants de cette dernière (dont les futurs empereurs François-Joseph Ier et Maximilien du Mexique).
Malgré son statut d'exilée, Madame Royale réussit à marier en 1845 la princesse Louise, alors déjà âgée de 26 ans, à un monarque régnant, le futur duc Charles III de Parme, comme elle descendant de Louis XIV et de Louis XV.

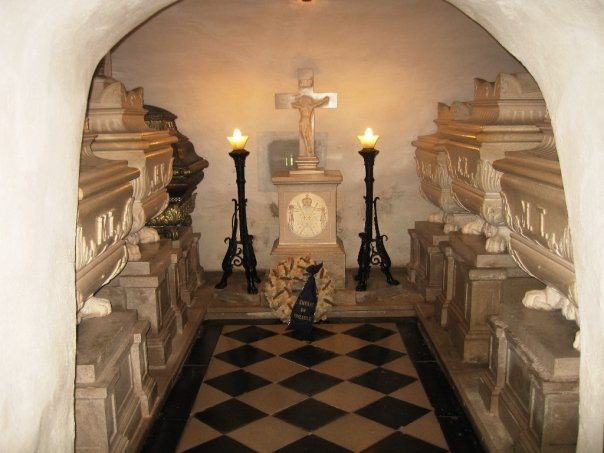
Crypte du cloître du monastère de Kostanjevica (aujourd’hui Nova Gorica en Slovénie).

Lorsque Henri, comte de Chambord, songe à se marier, sa tante Marie-Thérèse déconseille une alliance avec une princesse russe, pour des raisons religieuses. En novembre 1846, le comte de Chambord épouse une archiduchesse d'Autriche, la princesse Marie-Thérèse de Modène, dont le père est le seul souverain à ne pas avoir reconnu la monarchie de Juillet.
Marie-Thérèse meurt de pneumonie au château de Frohsdorf, le 19 octobre 1851 à près de soixante-treize ans. Elle est inhumée dans un monastère franciscain à Kostanjevica (aujourd'hui Nova Gorica en Slovénie), où reposent également son oncle Charles X et son mari le dauphin. En 1883, le dernier des Bourbons de la branche aînée, Henri V, comte de Chambord, est à son tour inhumé dans cette crypte.
Sa mort en 1851 a un retentissement important en France, y compris dans les milieux non royalistes : une fois les passions politiques à son sujet assoupies, demeurait le souvenir pathétique de l’« Orpheline du Temple ». Pendant plus d'un mois, les cérémonies religieuses à sa mémoire se succèdent en France. Dans une vingtaine de villes, une cérémonie est célébrée par l'évêque. Le prince-président Louis-Napoléon Bonaparte assiste à un service funèbre en l’honneur de la défunte. Le testament de celle-ci est publié pour la première fois le 29 octobre 1851 par les journaux légitimistes. Dans ce texte, Marie-Thérèse réaffirme son attachement à la religion catholique à laquelle elle déclare devoir toutes les consolations de sa vie, pardonne à tous ceux qui ont pu lui nuire ou l'offenser, « prie Dieu de répandre ses bénédictions sur la France qu['elle a] toujours aimée. »

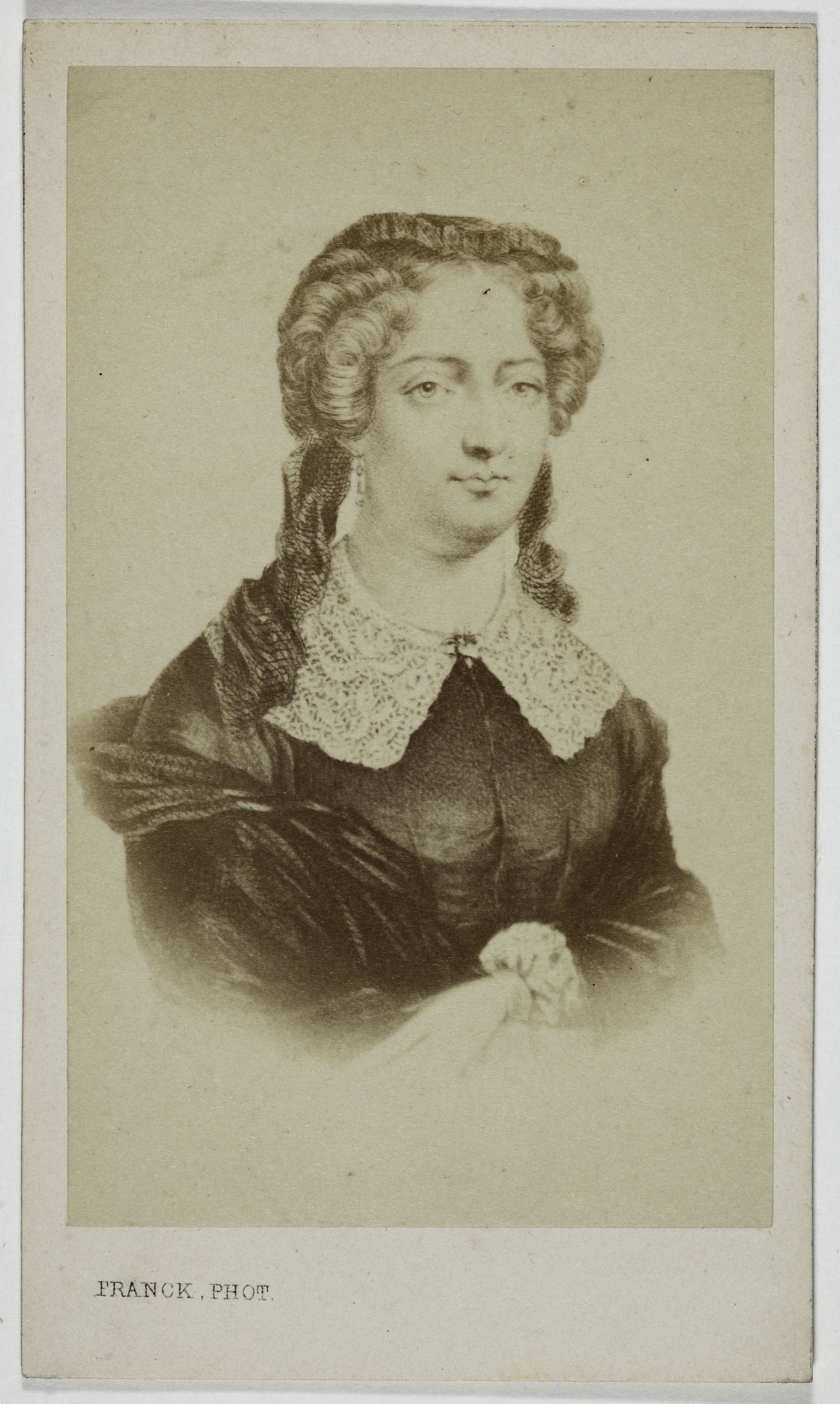
« Portrait de la Duchesse d’Angoulême » réalisé entre 1870 et 1890.

## Bijoux
Certains bijoux ayant appartenu à la duchesse d'Angoulême existent toujours. En 1887, la Troisième République fit vendre aux enchères les Joyaux de la Couronne de France. Cependant, le Musée du Louvre, avec l'aide de la Société des amis du Louvre, a racheté et expose plusieurs de ces bijoux dont certains ayant été ceux de la duchesse d'Angoulême :
- une paire de bracelets de rubis et brillants, ayant fait partie d'une suite de bijoux, composée à partir d'une première parure exécutée en 1811 par la Maison Nitot pour l'impératrice Marie-Louise. À la Restauration, Louis XVIII fit démonter et mettre au goût du jour les bijoux napoléoniens. Les rubis et les brillants de Marie-Louise furent remontés en 1816 par Paul-Nicolas Menière sur les dessins de son gendre Evrard Bapst. La nouvelle parure, en plus des bracelets, était composée d'un diadème, d'un collier, d'un peigne, d'une paire de boucles d'oreilles, d'une ceinture et de trois agrafes. Ces bracelets furent notamment portés par la reine Marie-Amélie, puis par l'impératrice Eugénie. Achetés 42 000 francs par Charles Tiffany à la vente de 1887, ils ont été légués au Louvre en 1973 par un grand collectionneur, Claude Menier[61] ;
- le diadème de la duchesse d'Angoulême (40 émeraudes et 1 031 diamants), réalisé en 1819 par les joailliers de la Couronne Christophe-Frédéric Bapst et Jacques-Evrard Bapst, avec le concours du dessinateur Steiffert (diadème acheté 45 900 francs par le collectionneur anglais). Il complétait une parure d'émeraudes et de diamants créée par le joaillier Paul-Nicolas Menière en 1814[62]. L’émeraude centrale du diadème, qui est entourée de 18 brillants, pèse 15,93 carats. Le diadème a été racheté en 2002 lors d'une vente publique organisée par les comtes de Durham ;
- fin 2019, le musée du Louvre acquiert auprès d'un joaillier londonien un élément de la ceinture  de la parure de rubis et diamants  de cette princesse réalisée par Jacques-Eberhard Bapst (1771-1842), Christophe-Frédéric Bapst (1789-1870).Cette plaque rejoint la paire de bracelets offerte par Claude Menier en 1973 ;
- en 2021, la maison de vente Christie's met aux enchères une paire de bracelets de brillants ayant appartenu à la reine Marie-Antoinette, et qui furent — selon la maison d'enchères — remis à sa fille par l'empereur d'Autriche, après la Révolution française[63].

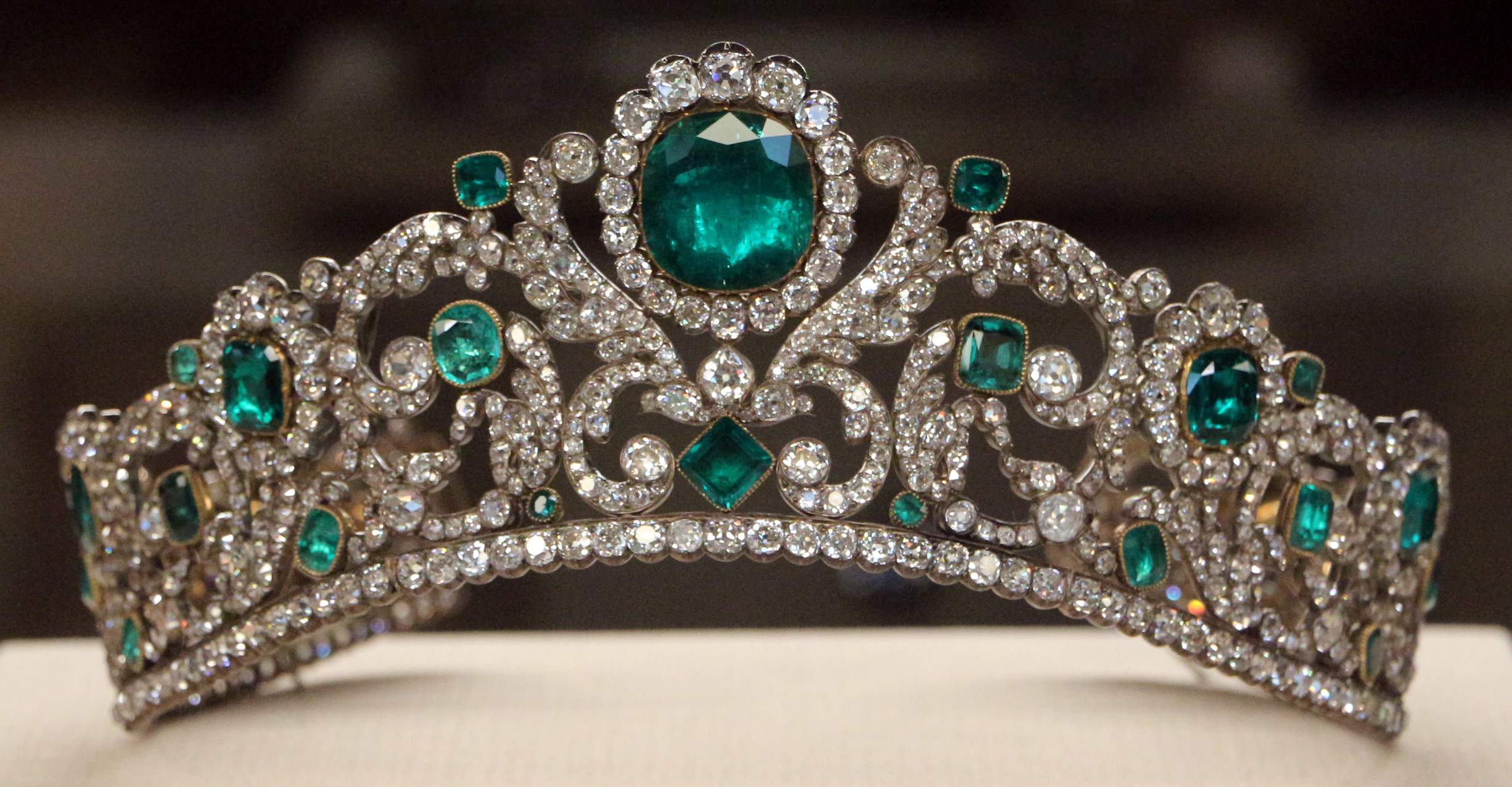
Diadème de la duchesse d'Angoulême (1819), par Christophe-Frédéric et Jacques-Evrard Bapst.
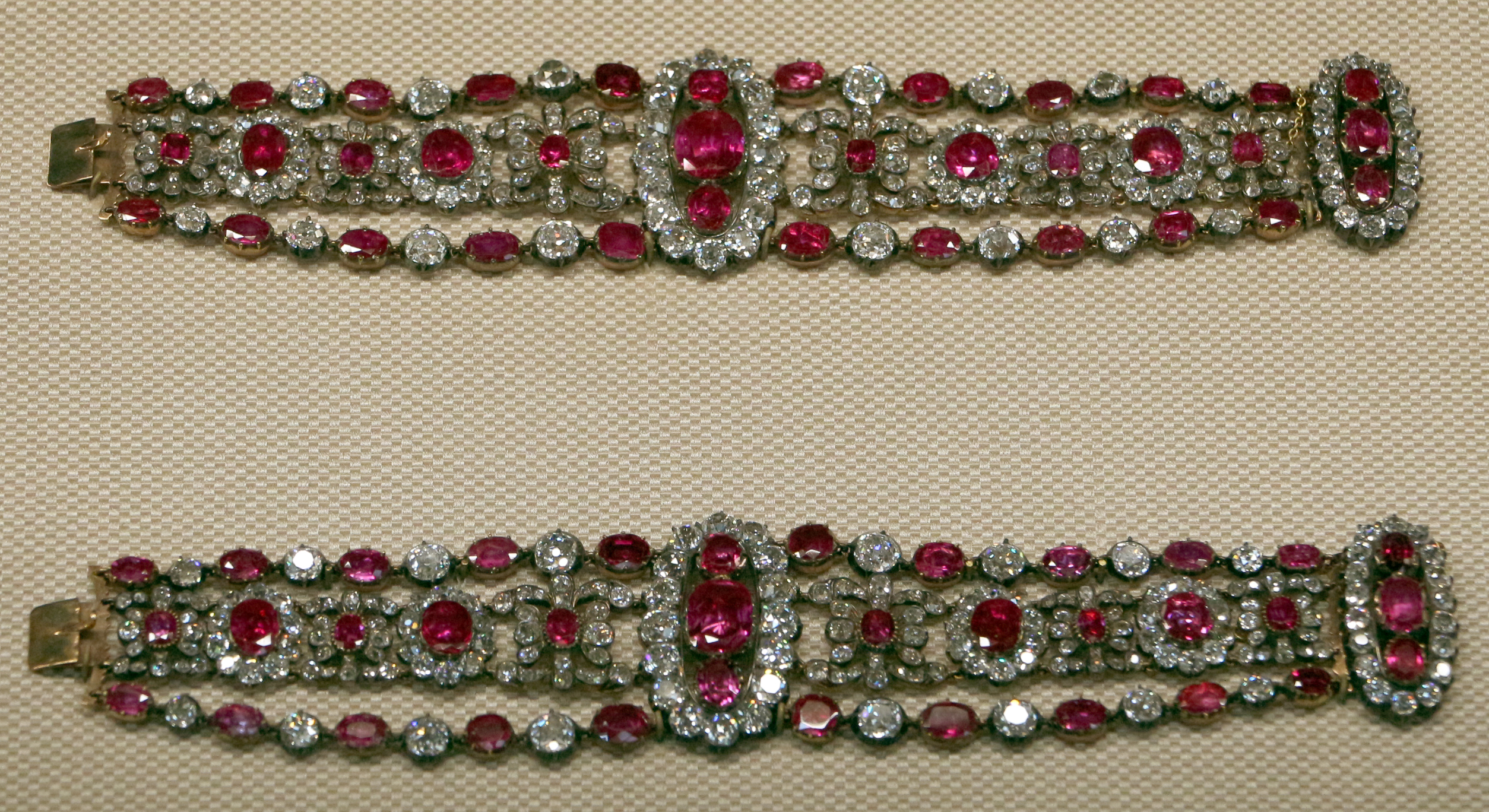
Paire de bracelets de rubis et brillants de la duchesse d'Angoulême (1816).
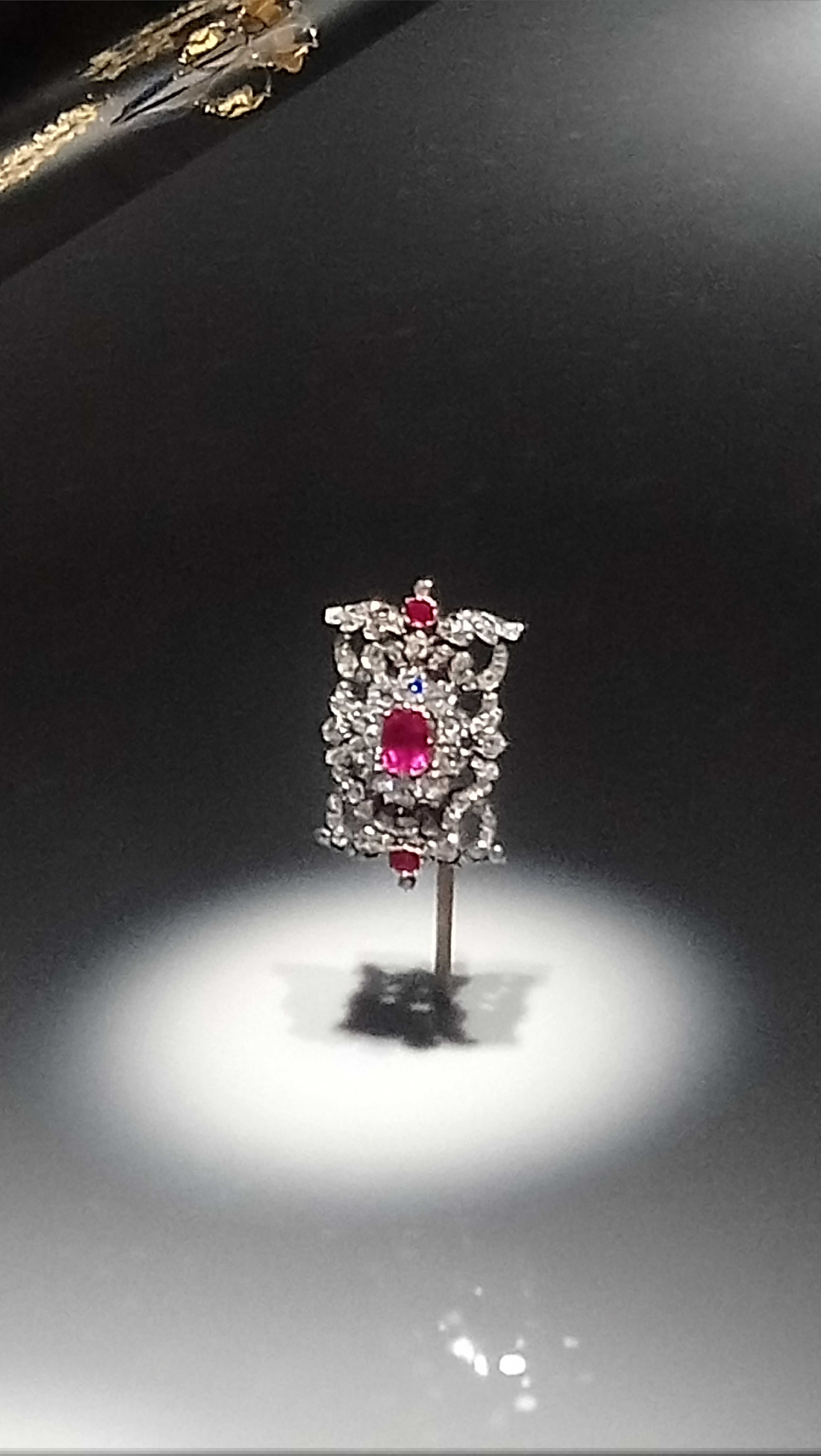
Plaque de ceinture de la parure de rubis et diamants de S.A.R Madame la duchesse d'Angoulême.

## Légende de la comtesse des Ténèbres
Un livre de Frédéric de Saxe-Altenbourg, publié en français en 1954, a fait naître la légende selon laquelle Marie-Thérèse de France aurait fait l'objet d'une substitution à sa sortie du Temple : un autre personnage aurait pris sa place ; la vraie Marie-Thérèse de France serait la mystérieuse comtesse des Ténèbres qui vécut en Allemagne, dans le duché de Saxe-Hildburghausen, jusqu’à sa mort en 1837. Cependant, des analyses ADN effectuées en 2012 et publiées en 2014 démontrent qu'il ne peut y avoir identité de personnes entre la comtesse des Ténèbres et la duchesse d'Angoulême, l'ADN de la comtesse étant manifestement incompatible avec celui des Bourbons.

## Télévision
- L'émission Secrets d'Histoire sur France 2 du 12 juillet 2018, intitulée Madame Royale, l'orpheline de la Révolution, lui était consacrée[67]. Elle fut rediffusée sur France 3 le 11 mai 2020[68].

## Hommages
Une rose baptisée Duchesse d'Angoulême lui a été dédiée par Vibert en 1821.

## Titres et honneurs

### Titres
- 18 décembre 1778 – 9 juin 1799 : Son Altesse Royale la princesse Marie-Thérèse de France, Madame Royale, fille de France ;
- 9 juin 1799 – 16 septembre 1824 : Son Altesse Royale la duchesse d'Angoulême, fille de France ;
- 16 septembre 1824 – 2 août 1830 : Son Altesse Royale la dauphine ;
- 2 août 1830 – 2 août 1830 : Sa Majesté la reine (contesté) ;
- 2 août 1830 – 19 octobre 1851 : Son Altesse Royale la comtesse de Marnes, fille de France.

### Décorations
- Dame de l’ordre de la Reine Marie-Louise - 30 novembre 1823 ( Royaume d'Espagne)

- Dame de l’ordre de la Croix étoilée ( Empire d'Autriche)

### Romans
- Sylvie Yvert, Mousseline la Sérieuse, Paris, Éditions Héloïse d'Ormesson, 2016, 332 p.
- Victoria Mas, L'orpheline du Temple, Éditions Albin Michel, 2025, 185 p.